# Cord Dreyer
Cord Christian Dreyer (* 31. Juli 1962 in Neustadt am Rübenberge) ist ein deutscher Journalist und ehemaliger Chefredakteur der Nachrichtenagenturen dapd und dpa-AFX.

## Leben
Cord Dreyer startete seine journalistische Laufbahn 1987 als Hörfunkjournalist in Hamburg. Zwischen 1994 und 2006 arbeitete er in unterschiedlichen Funktionen für die dpa Deutsche Presse-Agentur in Hamburg und Hannover. 2006 bis 2007 lag die Leitung der Konzernpressestelle der Volkswagen AG in Dreyers Hand. Anschließend hat er drei Jahre lang als Geschäftsführer und Chefredakteur die Wirtschaftsnachrichten-Agentur dpa-AFX in Frankfurt geleitet. In gleicher Funktion wechselte er zur dapd Nachrichtenagentur in Berlin. Diese war aus den Agenturen Deutscher Depeschendienst (ddp) sowie der ehemaligen deutschen Sektion der Associated Press (AP) hervorgegangen. Zurzeit leitet er als einer von mehreren geschäftsführenden Gesellschaftern die text-on GmbH in Berlin und ist seit 2015 für die Kommunikation bei RWE zuständig. Seit Oktober 2012 ist Dreyer selbständiger Berater für Strategie, Kommunikation und Medien.